# Vol Delta Air Lines 841
Le vol Delta Air Lines 841 est un vol aérien américain d'un Douglas DC-8, entre Détroit et Miami, qui est détourné le 31 juillet 1972 par des activistes afro-américains. Il est conduit à Alger, où l'équipage est libéré par les autorités, les pirates étant capturés mais relâchés quelques jours plus tard. La majeure partie d'entre eux est arrêtée en France en 1976. Après le refus de l'extradition vers les États-Unis, un procès très médiatisé a lieu. Deux activistes sont condamnés à la prison ferme, mais aucune extradition vers l'Amérique n'est acceptée. Ils s'installent définitivement en France.

## Détournement
Le vol Delta Air Lines 841 assure la liaison Détroit - Miami le 31 juillet 1972. Il est détourné par un commando composé de trois hommes et deux femmes : George Brown (28 ans), George Wright (29 ans), Joyce Tillerson (21 ans), Melvin McNair (24 ans), Jean McNair (26 ans) et de leurs trois enfants (âgés de 1 à 2 ans). Ils sont parfois présentés comme d'anciens membres des Black Panthers, ou de la Black Liberation Army ; ce sont de toute façon des activistes, d'horizons différents mais qui se sentent rejetés par la société ségrégationniste américaine. Melvin McNair s'est soustrait à la conscription pour le Viêt Nam après avoir été confronté au racisme encore présent dans l'armée ; Wright, condamné pour homicide en 1962, s'est évadé en 1970 ; Brown, après une tentative d'assassinat le 1er janvier 1972 par un escadron spécial de la police de Detroit -S.T.R.E.S.S.- , a été menacé de mort après avoir gagné le procès qu'il lui a intenté.
Le Douglas DC-8 emporte alors sept membres d'équipage et 94 passagers. Les pirates de l'air réussissent à embarquer des armes, notamment un pistolet dissimulé dans une Bible, mais essaient de conserver une ambiance calme à bord, ayant prévu une liste de morceaux de musique pour détendre un maximum leurs otages. Bien qu'il n'y ait aucune violence directe, certains passagers resteront profondément traumatisés par leur enlèvement. L'avion atterrit à Miami, où, par la médiation du pilote entre les preneurs d'otages et le FBI, l'ensemble des passagers sont libérés en échange d'une rançon d'un million de dollars. L'avion repart pour Boston où il fait le plein, puis pour Alger, où le gouvernement héberge gracieusement des leaders Black Panthers. Les autorités algériennes saisissent l'appareil et la rançon qu'ils rendent à la compagnie aérienne. Les pirates sont en revanche relâchés au bout de quelques jours. Selon Melvin McNair, le ministre de l'intérieur algérien, Abdelaziz Bouteflika, les leaders locaux des Black Panthers souhaitent que le commando soit extradé aux États-Unis par intérêt politique.

## Fuite et jugement
Mal accueillis à Alger par les Black Panthers, les membres du commando (Wright, Brown, Tillerson et les McNair) se réfugient en France en 1973, grâce notamment à l'organisation Solidarité d'Henri Curiel,. Les enfants ont été renvoyés aux États-Unis, eux sont cachés par des militants des droits de l'homme. Ils sont presque tous arrêtés à Paris le 26 mai 1976 ; George Wright réussit toutefois à s'enfuir. Leur cause est soutenue à gauche (notamment les leaders du parti socialiste unifié) comme à droite, et de nombreuses personnalités (l'écrivain afro-américain James Baldwin, les écrivains Jean Genet, Leiris et Sartre, Montand, Bedos, le prix Nobel Alfred Kastler, mais également l'économiste Yves Chaigneau) les aident à lever des fonds et mènent campagne pour leur libération,. Les prisonniers écrivent alors un livre depuis leur prison de Fleury-Mérogis, qui sort en 1978 : Nous, Noirs américains évadés du ghetto.
La demande d'extradition américaine est rejetée, malgré la demande expresse du président américain Gerald Ford au ministre de l'intérieur Michel Poniatowski ; la France a déjà refusé d'extrader auparavant deux autres pirates de l'air, Roger Holder et Cathy Kerkow, qui demandaient alors la libération d'Angela Davis. Défendus par Jean-Jacques de Felice, les « Quatre de Fleury », sont alors jugés en France,. Le procès se tient aux Assises en novembre 1978 ; c'est la première fois qu'un crime commis par des Américains va être jugé par le droit français. Les témoins, passagers de l'avion comme témoins des conditions de vie aux États-Unis, sont convoqués par la justice depuis les États-Unis. George Pau-Langevin, alors avocate et représentante du Mouvement contre le racisme et pour l'amitié entre les peuples, intervient au procès pour la défense.

## Après le jugement
George Brown et Melvin McNair (lequel a, par ailleurs, déposé en vain une demande d'asile) sont condamnés à cinq ans de prison et les femmes à cinq ans dont deux ans avec sursis; les femmes sont libérées aussitôt. George Brown et Melvin mcNair sont libérés avant leur terme grâce aux réductions de peine. Ils s'installent alors définitivement en France. Aidés par Rémy Pautrat (haut fonctionnaire, chef de cabinet ministériel à partir de 1981, futur directeur de la DST), les McNair s'installent à Caen, dans le quartier de La Grâce de Dieu, où Melvin devient entraîneur de base-ball, et Jean s'occupe d'aide scolaire. Tous deux sont également médiateurs de quartier. Leurs enfants Yohari (ou Johari) et Ariana sont autorisés à les rejoindre en 1988. George Wright, le cinquième membre du commando, est arrêté à Lisbonne le 26 septembre 2011. La demande d’extradition le concernant est rejetée par les autorités portugaises. Joyce Tillerson, installée à Paris, travaille à la Cimade, puis au bureau parisien de l'ANC - et enfin à l'ambassade d'Afrique du Sud après la fin de l'apartheid. George Brown réside à Paris et se marie avec une Française qui a participé au comité de soutien des 4 de Fleury. Il travaille comme peintre et continue de militer activement pour les prisonniers politiques américains.
En 2012, un documentaire intitulé Melvin et Jean, la révolte et l'exil de Maia Wechsler est diffusé sur France 3. En 2014, un second documentaire, les Enfants de la Grâce de Dieu, de Delphine Aldebert, s'intéresse au travail des McNair dans leur quartier.
Joyce Tillerson décède le 15 avril 2000 à Paris. Jean McNair meurt d'un accident vasculaire cérébral le 24 octobre 2014 à Caen. Une plaque lui est dédiée, dans le quartier de La Grâce de Dieu. George Brown meurt à Paris le 9 octobre 2015.

## Filmographie
- Maia Wechsler, Melvin et Jean, la révolte et l'exil, 2012